# Aristogitone (nome)
Aristogitone  è un nome proprio di persona italiano maschile.

## Origine e diffusione
Continua il nome greco Ἀριστογείτων (Aristogeiton), composto dagli elementi ἄριστος (àristos, "ottimo", "il migliore") e γειτων (geiton, "vicino" o "vicinanza"); il primo dei due elementi è molto diffuso nell'onomastica greca, trovandosi ad esempio anche in Aristotele, Aristodemo, Aristarco, Aristofane, Aristeo, Aristide e Aristocle. Il significato complessivo, di matrice augurale, può quindi essere interpretato come "miglior vicino", "miglior compagno" oppure "miglior amico".
Il nome gode di scarsissima diffusione in Italia, ed è ricordato principalmente per la figura di Aristogitone, il nobile ateniese condannato a morte con l'amico Armodio per aver ucciso il tiranno Ipparco.

## Onomastico
Non ci sono santi con questo nome, che quindi è adespota; l'onomastico si può eventualmente festeggiare il 1º novembre, in occasione di Ognissanti.

## Persone
- Aristogitone, politico e oratore ateniese
- Aristogitone, nobile ateniese

## Il nome nelle arti
- Il professor Aristogitone è un personaggio apparso nella trasmissione radiofonica Alto gradimento.